# Chordodes staviarskii
Chordodes staviarskii är en tagelmaskart som beskrevs av Carvalho och Renato Neves Feio 1950. Chordodes staviarskii ingår i släktet Chordodes och familjen Chordodidae. Inga underarter finns listade i Catalogue of Life.